# گوامینی
گوامینی (به اسپانیایی: Guaminí) یک منطقهٔ مسکونی در آرژانتین است که در بخش د گوامین واقع شده‌است. گوامینی ۲٬۷۰۴ نفر جمعیت دارد و ۹۵ متر بالاتر از سطح دریا واقع شده‌است.